# 双泉水库 (安阳)
双泉水库是中国河南省安阳市安阳县境内的一座水库，位于粉红河上，建于1958年。水库正常库容为300万立方米，集雨面积为180平方千米，海拔为214米。